# Шафат, Гершон
Гершон Шафат (ивр. גרשון שפט‎, фамилия при рождении Штауб, нем. Staub; 6 декабря 1927, Вена, Австрия — 16 августа 2020) — активист религиозного сионизма, в впоследствии израильский политик. Член руководства движения «Гуш Эмуним», генеральный секретарь партии «Тхия», депутат кнессета 11-го и 12 созывов.

## Биография
Родился в 1927 году в Вене и иммигрировал с родителями в подмандатную Палестину в 1934 году. Учился в средней школе «Мория» в Тель-Авиве. Присоединился к религиозно-сионистскому молодёжному движению «Бней Акива». В 1946 году входил в группу активистов, создававших поселение Бирия в Галилее. В 1947—1948 году участвовал в создании поселения Эйн-Цурим в Гуш-Эционе. Когда посёлки Гуш-Эциона в 1948 году в ходе Арабо-израильской войны были захвачены арабскими силами, попал в плен и провёл 10 месяцев в трансиорданском лагере для военнопленных. После освобождения, в 1949 году, участвовал в воссоздании Эйн-Цурим на новом месте.
До 1979 года остававлся членом религиозно-сионистской партии МАФДАЛ. В 1956—1958 годах занимал пост координатора организации по закупкам и политической комиссии движения «Ха-кибуц ха-дати». В 1961—1977 годах — директор фабрики «Тадмор».
В 1974 году вместе с раввином Хаимом Друкманом организовал конференцию представителей различных течений в религиозном сионизме, на которой было сформировано движение «Гуш Эмуним». В дальнейшем принимал в его деятельности активное участие, оказавшись в его руководстве единственным членом «Ха-кибуц ха-дати», большинство членов которого не разделяли его идей о единой и неделимой Земле Израильской. Выступал против непропорционального влияния раввинов на решения секретариата «Гуш Эмуним». Бени Кацовер, один из основателей движения, называл Шафата «ответственным взрослым» «Гуш Эмуним», противопоставляя его «энтузиастам» — себе, Менахему Феликсу, Моше Левингеру и Ханану Порату. В 1974 году Шафат был членом секретариата «Гуш Эмуним», а в 1976—1979 годах — «государственным секретарём» движения и его официальным пресс-секретарём. Его обходительная и спокойная манера ведения дискуссии способствовала положительному восприятию «Гуш Эмуним» в обществе.
Участвовал в создании партии «Тхия», в которую перешёл из МАФДАЛа. С 1979 по 1985 год — генеральный секретарь партии. В 1984 году стал депутатом кнессета 11-го созыва в составе фракции «Тхия». В кнессете был членом финансовой комиссии, возглавлял подкомиссию по кризису в военных иешивах (иешиват-хесдерах). Входил в число инициаторов законопроекта о повышении электорального барьера для партий, участвующих в выборах в кнессет. В число депутатов следующего созыва кнессета Шафат первоначально не попал, но занял депутатское кресло во второй раз в 1990 году. Входил в состав финансовой комиссии, комиссии по вопросам алии и абсорбции и комиссию кнессета, а также в специальную комиссию по статусу женщины.
На следующих выборах «Тхия» не сумела преодолеть повышенный электоральный барьер. После этого Шафат в основном воздерживался от политической деятельности, сосредоточившись на местной работе. Перед выборами в кнессет 21-го созыва он объявил, что поддерживает партию «Ха-Ямин ха-Хадаш» во главе с Аелет Шакед и Нафтали Бенетом, однако эта партия в кнессет не прошла.
Летом 2020 года заразился вирусом COVID-19 и, несмотря на кажущееся улучшение состояния, умер в середине августа, оставив после себя жену Рахель и четырёх детей.